# Pierre Guillaume Jean van der Schrieck
Pierre Guillaume Jean van der Schrieck (Bergen op Zoom, 23 augustus 1812 - 's-Gravenhage, 5 maart 1896) was een Nederlands militair en politicus.

## Militaire loopbaan
In 1831 werd hij tweede luitenant bij de dertiende afdeling infanterie, in 1839 eerste luitenant bij de derde afdeling; van 1842 tot 1854 was hij leraar aan de Koninklijke Militaire Academie, in 1854 kapitein bij het instructie bataljon, waarna hij werd overgeplaatst bij het regiment Grenadiers en Jagers in 1858 en tot majoor werd benoemd in 1860. In 1867 werd hij bevorderd tot luitenant-kolonel en geplaatst als commandant van het vijfde regiment infanterie. In 1869 werd Van der Schrieck tot kolonel benoemd, in 1872 tot generaal-majoor en bevelhebber in de tweede militaire afdeling, in 1873 overgeplaatst naar de eerste divisie infanterie als commandant.

## Politieke loopbaan
Hij was lid van de Tweede Kamer der Staten-Generaal (voor 's-Hertogenbosch) van 22 februari 1875 tot 5 maart 1896. In 1881 werd hij uiteindelijk luitenant-generaal bij de grote staf.